# Kleinkastell Heidenstock

Grundriss des Kleinkastells Heidenstock

Das Kleinkastell Heidenstock war ein römisches Militärlager, das am Obergermanisch-Rätischen Limes, einem UNESCO-Weltkulturerbe, auf seinem Verlauf durch den Naturraum Hoher Taunus errichtet wurde. Die Fortifikation befindet sich rund fünf Kilometer südwestlich vom Kastell Saalburg entfernt in einer bewaldeten und unbewohnten Exklave des Bad Homburger Ortsteils Ober-Eschbach im hessischen Hochtaunuskreis.

## Lage
Die gut sichtbare Anlage liegt im Taunus an der Grenze der Städte Bad Homburg vor der Höhe und Neu-Anspach. Nahe dem zu Ober-Eschbach gehörenden Kleinkastell befinden sich das auch zu Bad Homburg zählende Dornholzhausen und das zu Schmitten gehörende Arnoldshain. Im Naturpark Taunus liegt die Fortifikation auf rund 610 m ü. NHN am Eichkopf (620,2 Meter), einem Nordostsporn des Klingenkopfs (682,7 Meter). Vorbei führt im Abschnitt zwischen dem Kastell Saalburg und dem Taunuspass am Sandplacken (ca. 669 m) der Limes mit dem Limeswanderweg.
Durch seine tiefere Lage vor der Höhe des Eichkopfs bestand für die Besatzung des Kleinkastells und der umliegenden Türme lediglich beschränkte Sicht auf das Limesvorland. Diese Einschränkung gilt für viele Bereiche der römischen Grenzanlagen im Taunus, da sich der Limes dort zwar grundsätzlich an den Gebirgskämmen orientiert, zumeist aber etwas unterhalb der höchsten Erhebungen bleibt. Mit einer Verlegung nur wenige Meter höher hätten die Soldaten alle wichtigen strategischen und taktischen Vorteile auf ihrer Seite gehabt. Der Verzicht auf die bessere topographische Lage – zumindest während der frühen Bauphase zur Zeit der Anlage der Sperranlagen – lässt sich vierorts nicht erklären und bleibt spekulativ. Für den Altertumswissenschaftler Theodor Mommsen (1817–1903) blieb der teilweise ungünstige Limesverlauf „befremdlich“. Spätere Versuche, eine militärisch günstigere Grenzziehung zu suchen, lassen sich nur für wenige Teilbereiche im Taunus belegen.

## Forschungsgeschichte
Louis Jacobi (1836–1910), Streckenkommissar der Reichs-Limeskommission und der Archäologe Karl August von Cohausen (1812–1894) ergruben die Baureste im Juli 1892, dem Jahr der Gründung der Kommission. Damals war die Umfassungsmauer noch bis zu 1,80 Meter hoch erhalten. Nach der Untersuchung wurde die Mauer westlich des Eingangs bis auf eine Höhe von 2,20 Metern „frisch aufgesetzt“. Weitgehend in diesem Zustand befand sich die Anlage auch noch 1932. Das Ergebnis des massive Steinraubs, den das Kleinkastell später erfuhr, wird erst lange nach dem Zweiten Weltkrieg dokumentiert. Der Archäologe Dietwulf Baatz (1928–2021) berichtet 1972 und 1993 von einer deutlich sichtbaren, zerfallenen Steinmauer. Im Zuge der geplanten Neugestaltung des Areals wurde 2008 zunächst der über dem Kastellareal stehende Wald gerodet. Die eigentliche Neukonservierung und eine geringfügige Aufmauerung der Nordecke auf das Nachkriegsniveau fand im Frühjahr 2009 statt. Der Rest der Wehrmauer wird durch eine Erdanschüttung vor erneuten Zerstörungen gesichert.
Der Name „Heidenstock“ zeugt davon, dass die kleine Befestigung schon lange im Bewusstsein der örtlichen Bevölkerung verankert ist. Die Bezeichnung fußt in der falschen Annahme, es handle sich bei den Mauerresten um eine Zollstation (Zollstock), der heidnischen Römer. Trotz seiner abgelegenen Lage kreuzte in der Nachbarschaft des Kleinkastells der sogenannte „Metzgerpfad“ Limes und Taunushauptkamm. Es handelt sich dabei um eine Altstraße, die das Usinger Land mit dem Vordertaunus verband. Daher die Vorstellung einer Zollstelle. In der frühen Limesliteratur wird die kleine Befestigung durch ihre Ausgräber, Jacobi und Cohausen, auch „Am Einsiedel“ genannt. Die Reichs-Limeskommission entschied sich jedoch für die Bezeichnung Heidenstock.

## Baugeschichte
Die rechteckige Fortifikation wurde um die Mitte des 2. Jahrhunderts n. Chr. errichtet, möglicherweise, um die Grenzlinie nachträglich zu verstärken. Das Kastellareal umfasst 19,40 × 23,40 Meter (440 Quadratmeter) und liegt rund zwölf Meter hinter den Grenzanlagen des Limes. Heidenstock besitzt die für Garnisonsplätze der Prinzipatszeit typischen abgerundeten Ecken der Umfassungsmauer (Spielkartenform). Die Stärke dieser Mauern wurde mit 1,90 bis 2,05 Metern eingemessen. Zur Sicherung des Vorfeldes besaß das Kleinkastell vor einer rund einen Meter breiten Berme einen vier Meter breiten Graben, der noch rund 1,20 Meter tief erhalten war und vor dem einzigen, nordwestlich orientierten Tor aussetzte. Der 3,10 Meter breite Zugang war dem Limes und damit dem Barbaricum zugewandt. Die Mauern wurden als mörtelloses Trockenmauerwerk aus grob bearbeiteten Bruchsteinen gesetzt. Das verwendete Steinmaterial bestand aus anstehendem Taunusquarzit. Um die Stabilität der Anlage zu erhöhen, könnten die Steine in Lehm gesetzt worden sein. Zur Innenbebauung gehörten zwei Fundamentreste weiterer Trockenmauern, die sich in der Südwesthälfte fanden. Dort wurde von Jacobi auch eine Feuerstelle freigelegt, die fast unmittelbar an der Südostmauer lag. Der gleichfalls in der Südhälfte festgestellte Brandschutt, der mit großen Mengen Lehm vermischt war, lässt den Schluss zu, dass die römische Garnisonszeit mit einem Großfeuer endete.
Die Innenbebauung wird entsprechend besser bekannter Anlagen aus Fachwerk bestanden haben, die auf Trockenmauerwerk aufsaß. Der vorgefundene Lehm könnte somit in den Gefachen verarbeitet worden sein. Das Fehlen von Dachziegeln sahen Jacobi und Cohausen als Hinweis darauf, dass die Gebäudeabdeckung aus vergänglichem Material bestanden haben muss.
Es ist davon auszugehen, dass die Besatzung aus einer kleinen Wachtabteilung von rund 20 Mann bestanden hat. Diese könnte von der Saalburg hierher beordert worden sein.

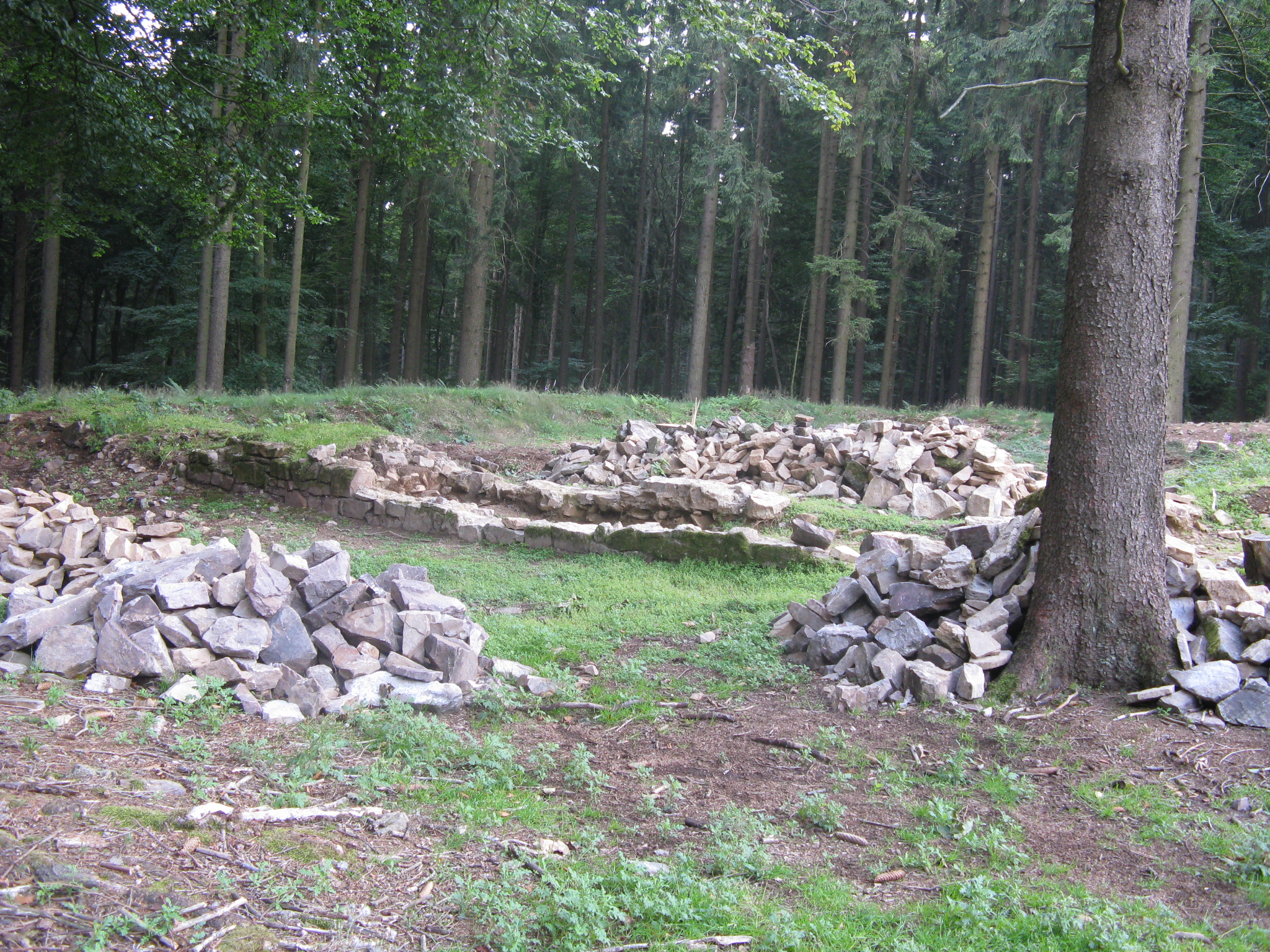
Nach der Rodung, noch vor der Neukonservierung, 2008
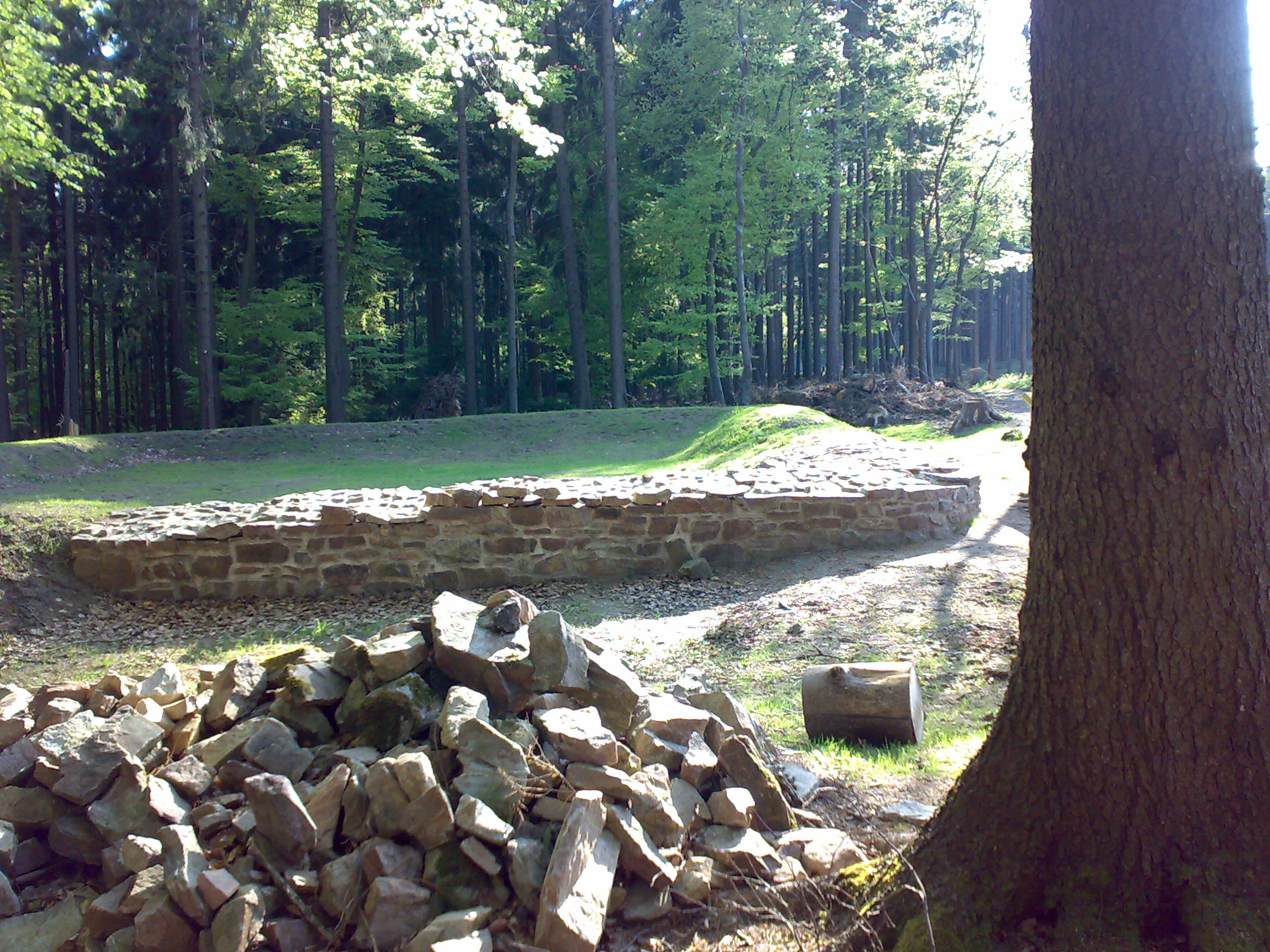
Die restaurierten Mauerstümpfe (2009)
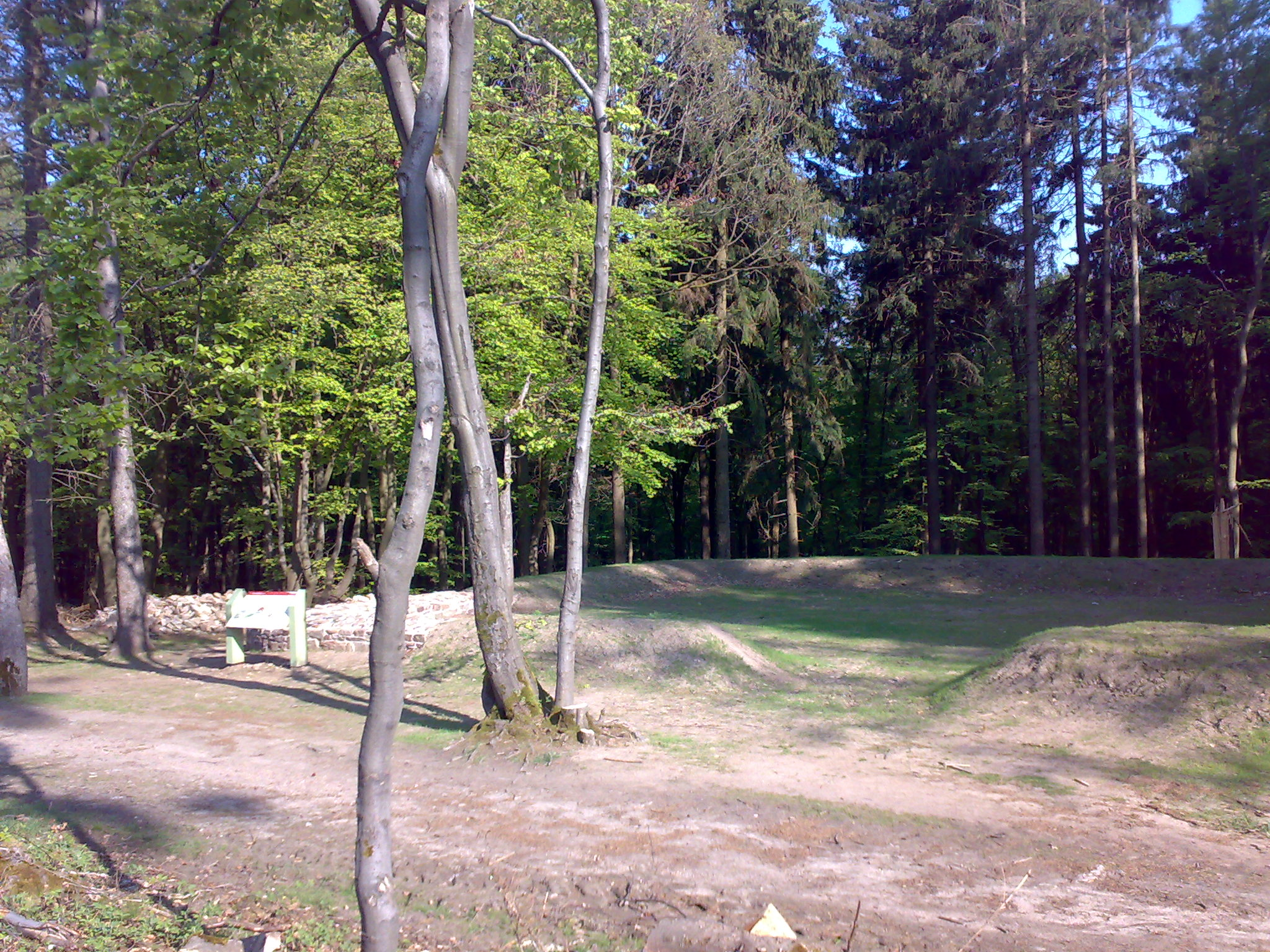
Nordansicht mit dem antiken Zugang (2009)
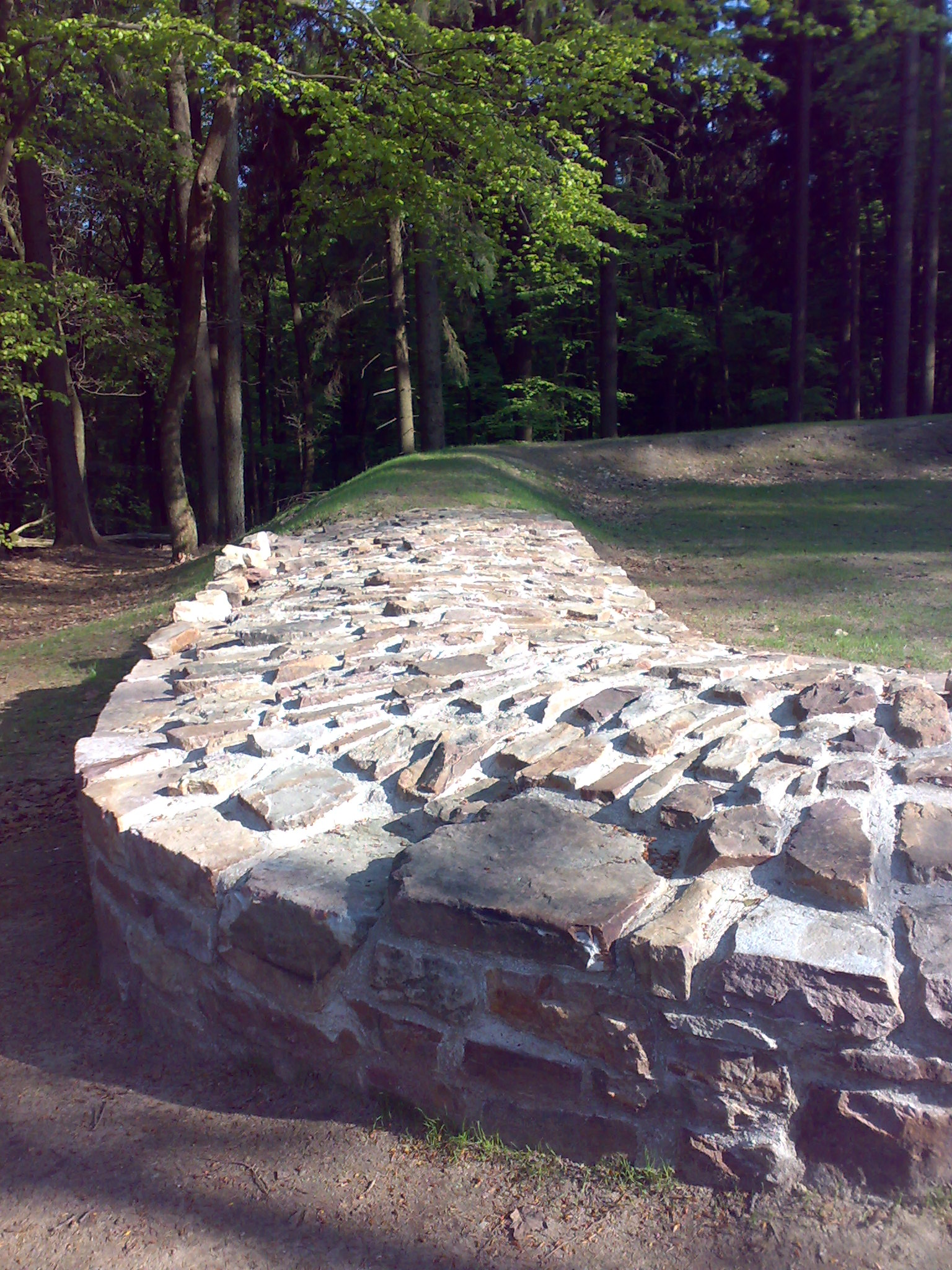
Eine der abgerundeten Ecken der Umfassungsmauer (2009)
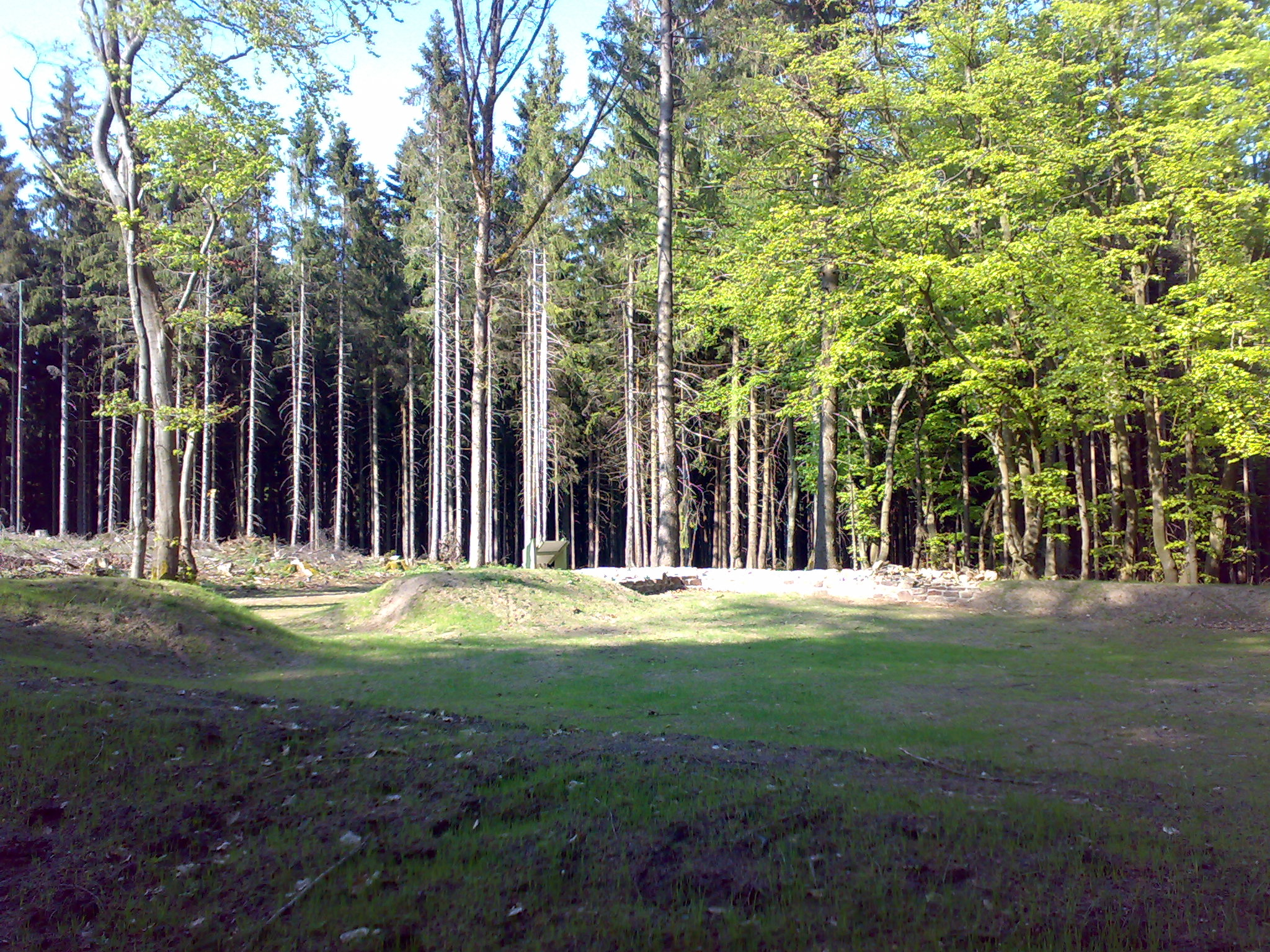
Ansicht über die Lagerfläche von Westen (2009)
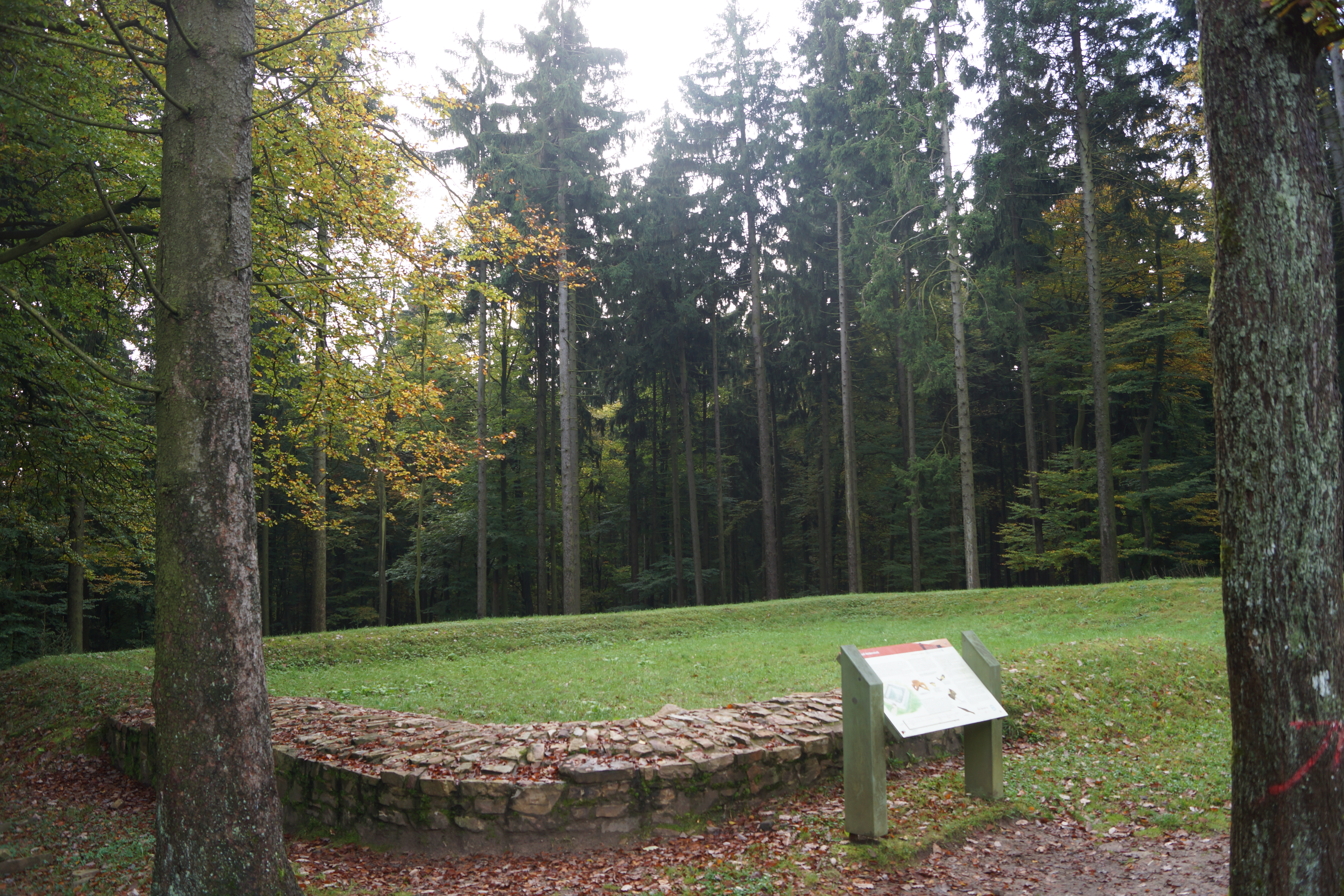
Ansicht vom Limes- und Taunushöhenweg, Blickrichtung Süd (2014)

## Funde
Zum Fundgut, das die Reichs-Limeskommission feststellen konnte, gehörte je eine Bronzemünze aus der Regierungszeit der Kaiser Hadrian (117–138) und Mark Aurel (161–180). Zur militärischen Ausrüstung gehörten eine Schanierfibel, eine Scheibenfibel und eine Hakenkreuzfibel, alle drei aus Weißmetall. Daneben wurde der 7,50 Zentimeter lange Rest eines Schwertscheidenbeschlages, zwei eiserne Lanzenspitzen sowie eine vierkantige Pfeilspitze geborgen. Zu den Werkzeugen des täglichen Gebrauchs zählte ein Steinmetzhammer, die Reste eines Messers und einer Schere sowie ein Schiebeschlüssel. Ein Mühlstein aus Mendiger Lava bewies, dass die Besatzung von Heidenstock, wie in der römischen Armee üblich, ihr angeliefertes Getreide selber mahlen musste. Neben gewöhnlicher Tonware gehörten Terra-Sigillata-Fragmente zum Befund. Dazu zählte ein Sigillataboden, der den Stempel DOLCCVS F(ecit) (hergestellt von Dolccus) trug und in einer ostgallischen Töpferei hergestellt worden war. Zwei durchbohrte blaue Glasperlen aus der Fundliste lassen sich eher dem zivilen Leben zuordnen.

## Denkmalschutz
Das Kleinkastell Heidenstock und die anschließenden Limesbauwerke sind als Abschnitt des Obergermanisch-Raetischen Limes seit 2005 Teil des UNESCO-Welterbes. Außerdem sind sie Bodendenkmale nach dem Hessischen Denkmalschutzgesetz. Nachforschungen und gezieltes Sammeln von Funden sind genehmigungspflichtig, Zufallsfunde an die Denkmalbehörden zu melden.

## Limesverlauf vom Kleinkastell Heidestock zum Kastell Saalburg
Nach dem Kleinkastell (auch als Wp 3/57 gekennzeichnet) folgt der Limesverlauf in nordöstlicher Richtung weiter dem Höhenrücken des Taunus über die Höhenrücken Einsiedler (607 m), Roßkopf (632 m), Kieshübel (633 m) und Hollerkopf (616 m), um sich dann zum Saalburgpass hin bis auf etwa 415 Meter Höhe hin abzusenken. Dieser Pass wurde durch das bekannte Kastell Saalburg geschützt. Zwischen beiden Kastellen befanden sich die Turmstellen Wp 3/58 bis 3/66, wovon drei (59, 60, 62) nachgewiesen und zwei weitere (61 und 63) erhalten sind. An den Wp 3/59, 3/61 und 3/63 wurden jeweils vier Turmstellen nachgewiesen.